# Niletto
Danil Sergejevič Prytkov (rusky Данил Сергеевич Прытков; * 1. říjen 1991 Ťumeň, Rusko), vystupující pod pseudonymem Niletto, je ruský popový a hip-hopový zpěvák. Vystoupil například v pořadech Písně (Песни) na televizi TNT a Ruský nindža (Русский ниндзя) na Prvním kanále.

## Životopis
Danil Sergejevič Prytkov se narodil 1. října v Ťumeni rodičům Světlaně a Sergeji. Má dvě starší sestry. Krátkou dobu žil v Permu. Od sedmy let žil a studoval v Jekatěrinburgu. V roce 2018 se přestěhoval do Moskvy.
Již od dětství projevoval tvůrčí kreativitu se zájmem o tanec, a proto se otec rozhodl zapsat Danila na taneční školu. Při studiu tance se stává jeho dalším koníčkem i hudba. Po absolvování střední školy nastoupil na Uralskou státní lesotechnickou univerzitu (Уральский государственный лесотехнический университет) na fakultu environmentálního inženýrství. Po třech letech ale studia zanechal a pracoval jako učitel tance a stavební dělník.

### Tvorba
V Jekatěrinburgu se svým přítelem Andrejem Ali založil hudební skupinu, ve které vystupoval pod pseudonymem Danila Chaski (Данила Хаски).
V roce 2018 se zúčastnil soutěže Nová hvězda (Новая звезда) , kde skončil před branami finále. Později se zúčastnil první sezóny soutěžního pořadu Písně (Pesni) «Песни» a prošel 5 koly. O rok později se soutěže opět zúčastnil a připojil se k týmu rapera Timatiho.
Velkým zlomem v kariéře zpěváka se stala píseň Ljubimka «Любимка». Videoklip k této písni byl představen 22. listopadu 2019. Během dne měl videoklip na YouTube více než 500 tisíc zhlédnutí a zařadil se na třetí příčku sledovanosti. Tato píseň se zařadila mezi 10 nejoblíbenějších písní na sociální síti Vkontakte. Za půl roku měl videoklip YouTube více než 130 miliónu zhlédnutí. 16. května 2020 vystoupil na festivalu VK Fest.
22. května společně se zpěvačkou Zivert vydal píseň Fly 2. Se zpěvačkou Klavou Koka nazpíval duet Kraš (Краш), který vyšel 10. června 2020. Videoklip k této písni vyšel 19. června a stává se hitem na YouTube, Vkontakte a Apple Music.
Při vystoupeních s Nilletem vystupuje jeho doprovodný tým ve složení Pluto_Lu (Alexej Lutovinov, nar. 1998), Jegor Chlebnikov (nar. 1996) – oba tanečníci a Endi Endi (nar. 1995) – hudební producent.
8. listopadu 2020 se konalo udílení evropských cen televize MTV, kde zvítězil v kategorii Nejlepší interpret MTV Rusko (Лучший исполнитель по версии MTV Россия).

### Společenská činnost

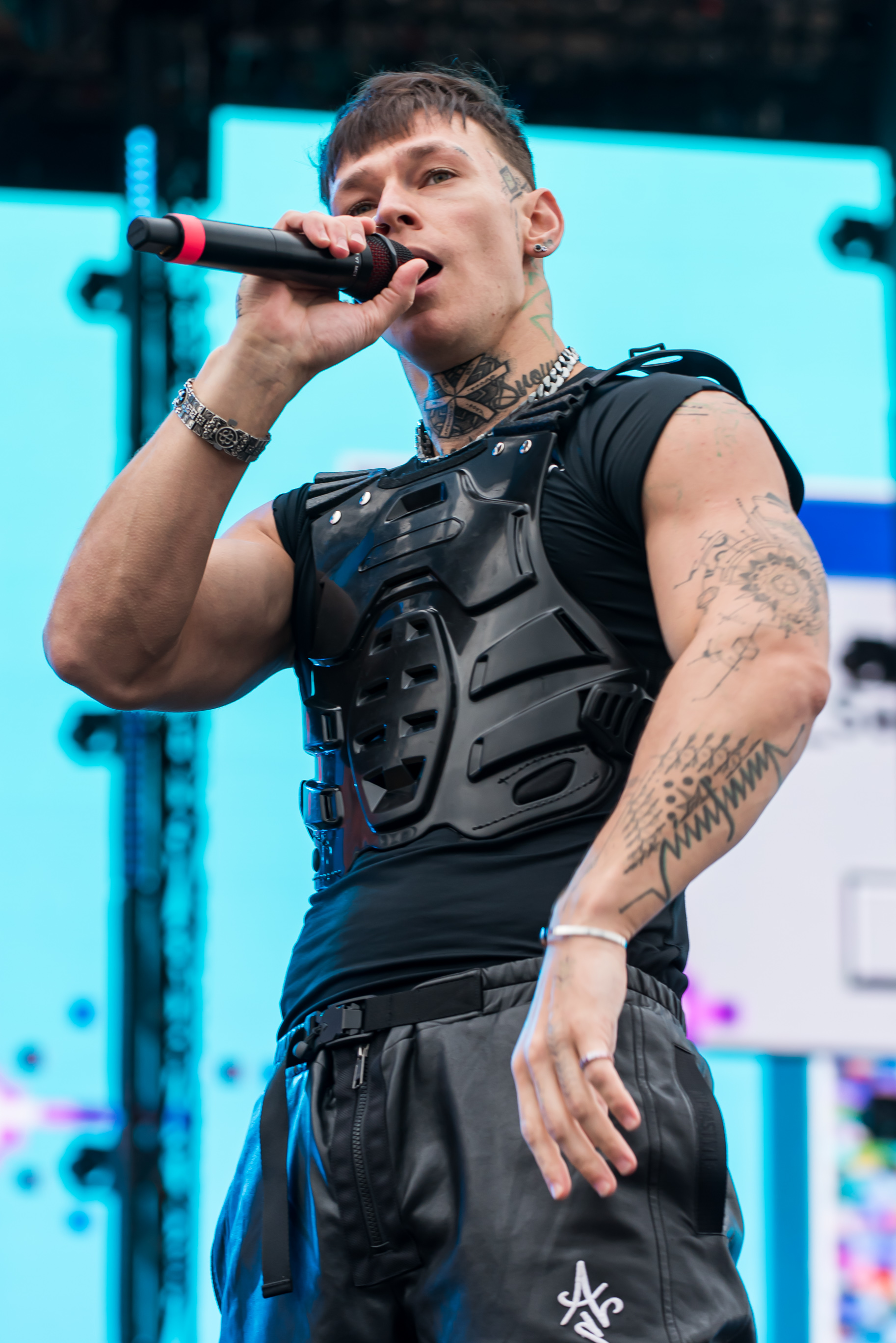
Niletto na VK fest 2022

6. června 2020 Niletto zveřejnil na svém mikroblogu výzvu k hlasování o dotatcích ústavě, ve které byl zastáncem pozměňovacích návrhů pro podporu tradičních rodinných hodnot.

## Filmografie
2017 — Bojcovaja volja «Бойцовая воля»

## Diskografie

### Mini alba, Alba.
| Název            | Překlad            | Odkaz | Detaily |
| ---------------- | ------------------ | ----- | --- |
| Хентай           | Zvrhlý             | Odkaz | - Vydání: 29. červen 2018 - Vydavatelství: Sojuz Mjuzik (Союз Мьюзик) - Formát: digitální distribuce                    |
| And There We Go  | A tam to jdeme     | Odkaz | Maxi samostatná píseň - Vydání: 7. září 2018 - Vydavatelství: Sojuz Mjuzik (Союз Мьюзик) - Formát: digitální distribuce |
| Ljalja (Ляля)    |                    | Odkaz | Minialbum - Vydání: 6. listopadu 2018 - Vydavatelství: Zion Music - Formát: digitální distribuce                        |
| Голос черновиков | Hlas konceptů      | Odkaz | - Vydání: 18. ledna 2019 - Vydavatelství: Zion Music / NILETTO - Formát: digitální distribuce                           |
| Простым          | Prostý             | Odkaz | Minialbum - Vydání: 26. března 2020 - Vydavatelství: Zion Music / NILETTO - Formát: digitální distribuce                |
| юбилейный 30     | jubilejní třicítka | odkaz | Minialbum - Vydání: 1. října 2021 - Vydavatelství: Zion Music - Formát: digitální distribuce                            |
| Криoлит          | Kryolit            | odkaz | - Vydání:2022 - Vydavatelství: Zion Music - Formát: digitální distribuce                                                |

### Samostatné písně
| rok  | Název                                                                   | Překlad                     | odkazy Spotify |
| ---- | ----------------------------------------------------------------------- | --------------------------- | -------------- |
| 2017 | DYN «ДЫН»                                                               |                             | —              |
| 2018 | Oskolki (Осколки) (při účasti Andrej Ali (Андрей Али)                   | střepiny                    | odkaz          |
| 2018 | Ostatsja (Остаться) (při účasti SLIMUS)                                 | zůstat                      | odkaz          |
| 2018 | Evtanazija duši (Эвтаназия души)                                        | Eutanázie duše              | odkaz          |
| 2018 | Serdce tancujet (Сердце танцует)                                        | Srdce tančí                 | odkaz          |
| 2018 | Djeti zlity (Дети элиты)                                                | Děti elity                  | odkaz          |
| 2018 | And There We Go (Leo Kot Drums Mix)                                     | A tam jdeme                 |                |
| 2018 | And There We Go                                                         | A tam jdeme                 | odkaz          |
| 2018 | Vereteno (Веретено) (při účasti Ta Storona «Та Сторона»)                | Vřeteno                     | odkaz          |
| 2019 | Kurtka na dvoich (Куртка на двоих)                                      | Bunda pro dva               | odkaz          |
| 2019 | Guči (Гучи) (při účasti Zelimchan «Зелимхан»)                           |                             | odkaz          |
| 2019 | Ljubimka (Любимка)                                                      | Miláček                     | odkaz          |
| 2019 | Kurtka na dvoich (Куртка на двоих) (Happy Deny Remix)                   | Bunda pro dva               |                |
| 2019 | Aj (Ай) (při účasti Bittuev)                                            |                             | odkaz          |
| 2019 | Vereteno (Веретено)                                                     | Vřeteno                     | odkaz          |
| 2019 | Ljubimka (Любимка) (Lavrushkin & Xeigen Remix)                          | Miláček                     | odkaz          |
| 2019 | Aj «Ай (Remixes)»                                                       |                             | odkaz          |
| 2019 | Grustnyj smajl (Грустный смайл)                                         | Smutný smajlík              | odkaz          |
| 2019 | Signalnyje ogni (Сигнальные огни)                                       | Signální ohně               |                |
| 2019 | Dovela (Довела) (při účasti Bittuev)                                    | Přivedl                     | odkaz          |
| 2019 | Povjezjot (Повезёт)                                                     | Povést se                   | odkaz          |
| 2020 | Ty takaj krasivaja (Ты такая красивая)                                  | Jsi tak krásná              | odkaz          |
| 2020 | Platit za družbu ne nužno (Платить за дружбу не нужно)                  | Plati za přátelství nemusíš | odkaz          |
| 2020 | Kraš (Краш) (společně s Klavou Koka)                                    | Náraz                       | odkaz          |
| 2020 | Molodym (Молодым)                                                       | Mladým                      | odkaz          |
| 2020 | (Если тебе будет грустно) (při účast Rauf & Faik)                       | Jestli ti bude smutno       | odkaz          |
| 2020 | V mire ljudjej (В мире людей)                                           | Ve světě lidí               | odkaz          |
| 2020 | Daj mne (Дай мне)                                                       | Dej mi to                   | odkaz          |
| 2020 | nevyvoZIMAja (невывоЗИМАя)                                              | Nenahraditelný              | odkaz          |
| 2021 | Vremja otpusti menja (Время отпусти меня) (při účasti Niti May & ZippO) | Čas nechat mě jít           | odkaz          |
| 2021 | Ne ljublju ? (Не люблю?) (společně s Anet Saj «Анет Сай»)               | Ne miluji?                  | odkaz          |
| 2021 | Someone like you                                                        | Někdo jako ty               | odkaz          |
| 2021 | Podojdi (Подойди)                                                       | Pojď                        | odkaz          |
| 2021 | Byť soboj (Быть собой) (společně s Bittuev)                             | Buď sám sebou               | odkaz          |
| 2022 | Angels                                                                  | Anděl                       | odkaz          |
| 2022 | M5                                                                      |                             | odkaz          |
| 2022 | Flip Flap                                                               | Přepnout Třepat             | odkaz          |
| 2022 | Сколько стоит любовь (společně s Morgenšternom, The Limba & Boombl4)    | Kolik stojí láska           | odkaz          |
| 2022 | Дурная привычка                                                         | Zlozvyk                     | odkaz          |

#### Jako hostující účinkující
| Rok  | Název         | Další účinkující                | Album               |
| ---- | ------------- | ------------------------------- | ------------------- |
| 2020 | «Fly 2»       | Zivert                          |                     |
| 2020 | «Hello»       | Plamli & Spoti «Пламли & Споти» | Super «Супер»       |
| 2021 | Panda «Панда» | Brutto «Брутто»                 | Gaddem 2 «Гаддем 2» |

## Videoklipy
| rok  | Název                                                                               | odkazy YouTube |
| ---- | ----------------------------------------------------------------------------------- | -------------- |
| 2019 | Kurtka na dvoich «Куртка на двоих»                                                  | odkaz          |
| 2019 | Dovela «Довела» (při účasti Bittuev)                                                | odkaz          |
| 2019 | Ljubimka «Любимка»                                                                  | odkaz          |
| 2020 | Ty takaja krasivaja «Ты такая красивая»                                             | odkaz          |
| 2020 | Platit za družbu ne nužno «Платить за дружбу не нужно (náladové video)»             | odkaz          |
| 2020 | Fly 2 (emotivní video) (při účasti Zivert)                                          | odkaz          |
| 2020 | Kraš «Краш» (společně s Klavou Kokou)                                               | odkaz          |
| 2020 | Molodym «Молодым»                                                                   | odkaz          |
| 2020 | Ty takja krasivaja «Ты такая красивая (romantická edice)»                           | odkaz          |
| 2020 | Daj mne «Дай мне (náladové video)»                                                  | odkaz          |
| 2020 | Jesli tebe budět grustno «Если тебе будет грустно (video)» (při účasti Rauf & Faik) | odkaz          |
| 2021 | Ne ljublju «Не люблю?» (společně s Anet Saj «Анет Сай»)                             | odkaz          |
| 2021 | NevyvoZIMAja «невывоЗИМАя»                                                          | odkaz          |
| 2021 | Someone like you                                                                    | odkaz          |
| 2021 | Panda (Панда) (společně s Brutto «Брутто»)                                          | odkaz          |
| 2021 | Byť soboj (Быть собой) (společně s Bittuev)                                         | odkaz          |

## Ceny a nominace
| Rok  | Ocenění                 | Nominace                      | Kandidát/dílo      | Výsledek  | Citace        |
| ---- | ----------------------- | ----------------------------- | ------------------ | --------- | ------------- |
| 2020 | Cena OK                 | Nové tváře. Hudba             | Niletto            | nominace  | [ 15 ] [ 16 ] |
| 2020 | MTV Europe Music Awards | Nejlepší ruský interpret      | Niletto            | vítězství | [ 17 ]        |
| 2020 | Zlátý gramofon          | —                             | Ljubimka (Любимка) | vítězství | [ 18 ]        |
| 2021 | Top Hit Music Awards    | Nejlepší interpret na YouTube | Niletto            | vítězství | [ 19 ]        |
| 2021 | Cena RU.TV              | Nejlepší začátek              | Niletto            | vítězství | [ 20 ]        |
| 2021 | Cena Muz-TV 2021        | Nejlepší spolupráce           | Kraš (Краш)        | vítězství |               |
| 2021 | Cena Muz-TV 2021        | Nejlepší píseň                | Ljubimka (Любимка) | nominace  |               |
| 2021 | Cena Muz-TV 2021        | Nejlepší umělec               | Niletto            | nominace  |               |